# Can Brau (Sant Pere de Vilamajor)
Can Brau és una masia gòtica de Sant Pere de Vilamajor (Vallès Oriental) protegida com a Bé Cultural d'Interès Local.

## Descripció
Conjunt format pel cos principal, de planta rectangular i teulada a dos vessants, i una torre adossada que sobresurt, de planta quadrangular i teulada a quatre vessants. Les parets són de pedra i fang.
Pel que fa a la façana, destaquen la porta adovellada d'arc de mig punt, una finestra coronella i una altra conopial amb traceria.
L'habitatge i les corts es protegeixen integralment, per la seva tipologia i característiques constructives i elements d'interès. També es protegeix el pou de davant de l'edifici.

## Història
L'estructura de l'edifici i les finestres responen a les característiques del segle xvi.